# O Pequeno Buda
O Pequeno Buda (em inglês:  Little Buddha) é um filme Reino Unido, França, Itália e Liechtenstein de 1993, realizado por Bernardo Bertolucci.

## Resumo
Um dia, ao voltar para casa, o arquitecto Dean Conrad (Chris Isaak) encontra dois monges budistas tibetanos, Lama Norbu (Ruocheng Ying) e Kenpo Tensin (Sogyal Rinpoche), sentados na sua sala de estar, conversando com Lisa (Bridget Fonda), a sua esposa.
Guiados por vários sonhos perturbadores, os monges viajaram do Nepal até Seattle pois acreditam que uma criança de 10 anos, Jesse (Alex Wiesendanger), o filho de Dean, possa ser a reencarnação de Lama Dorje (Geshe Tsultim Gyelsen), um lendário e místico budista. Inicialmente Dean e Lisa estão céticos, especialmente quando os monges manifestam interesse em levar Jesse para o Butão, na intenção de comprovar ou não se ele é a reencarnação de Lama Dorje.
Porém, após o suicídio de Evan, um sócio de Dean, este muda de ideia. Depois de deixar Lisa nos Estados Unidos, Dean viaja com o filho para o Butão.

## Elenco
- Keanu Reeves (Siddhartha)
- Ruocheng Ying (Lama Norbu)
- Chris Isaak (Dean Conrad)
- Bridget Fonda (Lisa Conrad)
- Alex Wiesendanger (Jesse Conrad)
- Raju Lal (Raju)
- Greishma Makar Singh (Gita)
- Khyongla Rato Rinpoche (Abbot)
- Geshe Tsultim Gyelsen (Lama Dorje)
- Jo Champa (Maria)
- Jigme Kunsang (Champa)
- Thubtem Jampa (Punzo)
- Surehka Sikri (Sonali)
- T.K. Lama (Sanjay)
- Doma Tshomo (Ani-La)
- Kanika Pandey (Rainha Maya)

## Prêmios e nomeações
- Recebeu uma nomeação ao Grammy de melhor composição instrumental - TV/Cinema.
- Recebeu uma nomeação à Framboesa de Ouro de pior revelação (Chris Isaak).